# 경도잡지
경도잡지(京都雜志)는 유득공이 서울의 세시풍습을 기록한 책이다. 상권에는 의복·음식·주택·시화 등 풍속을 19항으로 나누어 기술하고, 하권에서는 서울 지방의 세시를 19항으로 분류하여 기록했다. 버클리대학 동아시아 도서관에는 유득공의 저작 가운데 여러 권이 있는데 그 중의 하나로 필사본이다.

## 구성
1권 2책으로 구성되어 있으며, 풍속을 기술한 1권은 41개, 세시에 관한 기술인 2권은 62개 기사로 되어, 모두 103개의 기사로 구성되어 있다. 구체적인 내용은 다음과 같다.

### 1권 풍속
| No | 명칭 | 한자 | 설명                                   |
| -- | ---- | ---- | -------------------------------------- |
| 1  | 건복 | 巾服 | 복식과 모자                            |
| 2  | 주식 | 酒食 | 술과 음식                              |
| 3  | 다연 | 茶烟 | 차와 담배(연초)                        |
| 4  | 과과 | 果瓜 | 과일과 오이                            |
| 5  | 제택 | 第宅 | 저택                                   |
| 6  | 마려 | 馬驢 | 말의 종류, 당나귀                      |
| 7  | 기십 | 器什 | 세간 살림                              |
| 8  | 문방 | 文房 | 문방구                                 |
| 9  | 화훼 | 花卉 | 꽃                                     |
| 10 | 발합 | 鵓鴿 | 집비둘기                               |
| 11 | 유상 | 遊賞 | 명소                                   |
| 12 | 성기 | 聲伎 | 인형극과 가면극 등의 공연              |
| 13 | 도희 | 賭戱 | 투전, 노름, 카지노                     |
| 14 | 시포 | 市鋪 | 점포, 가게                             |
| 15 | 시문 | 詩文 | 아이들의 교과서, 유생의 시부           |
| 16 | 서화 | 書畵 | 글씨와 서첩, 그림                      |
| 17 | 혼의 | 婚儀 | 혼인 의식                              |
| 18 | 유가 | 遊街 | 선비의 급제시 풍경                     |
| 19 | 가도 | 呵導 | 재상이나 시종신하의 행차를 알리는 소리 |

### 2권 세시
| No | 명칭      | 한자       | 설명                                                                             |
| -- | --------- | ---------- | -------------------------------------------------------------------------------- |
| 1  | 원일      | 元日       | 설날                                                                             |
| 2  | 해자사일  | 亥子巳日   | 해일 ․ 자일 ․ 사일 정월의 첫 번째 해일을 돼지날, 첫 번째 자일을 쥐날이라고 한다. |
| 3  | 인일      | 人日       | 음력 정월 초이렛날                                                               |
| 4  | 입춘      | 立春       |                                                                                  |
| 5  | 상원      | 上元       | 보름날, 정월대보름                                                               |
| 6  | 2월 1일   | 二月初一日 |                                                                                  |
| 7  | 한식      | 寒食       |                                                                                  |
| 8  | 중삼      | 重三       | 삼짇날                                                                           |
| 9  | 4월 8일   | 四月八日   | 석가탄신일                                                                       |
| 10 | 단오      | 端午       |                                                                                  |
| 11 | 6월 15일  | 六月十五日 | 유두절                                                                           |
| 12 | 복날      | 伏         |                                                                                  |
| 13 | 중원      | 中元       | 백중절                                                                           |
| 14 | 중추      | 中秋       | 추석                                                                             |
| 15 | 중구      | 重九       | 음력 9월 9일                                                                     |
| 16 | 10월 오일 | 十月午日   | 시월 중에 간지에 午가 들은 날                                                    |
| 17 | 동지      | 冬至       |                                                                                  |
| 18 | 납평      | 臘平       | 간지에 미(未)가 들어가는 날                                                      |
| 19 | 제석      | 除夕       | 섣달그믐날, 음력 12월의 마지막 날                                                |

## 특징
서문이 없지만, 각 권당 19개의 목차로 구성한 것은 의도된 구성이다.

## 판본
- 京都雜志, 버클리대학 동아시아도서관 소장본(자연경실본)
- 京都雜志, 연세대 도서관, 필사본, 1책. 노산문고본
- 京都雜志, 연세대 도서관, 필사본, 1책. 귀중본
- 京都雜志, 동국대 도서관, 필사본, 1책
- 京都雜志, 규장각, 필사본, 1책. 가람문고본.
- 京都雜志, 미국의회도서관, 필사본, 1책[1]